# 온 (성씨)
온(溫)씨는 중국과 한국의 성씨이다. 2015년 대한민국 통계청 인구주택총조사에서 5,418명으로 조사되어, 한국의 성씨 인구 126위이다.

## 역사
《조선씨족통보(朝鮮氏族統譜)》에 따르면 온씨의 본관은 금구(金溝)‧서원(西原)‧온양(溫陽)‧전주(全州)‧이성(伊城)‧나주(羅州)‧평호(平皐)‧ 거야(巨野)‧경주(慶州)‧진주(晋州) 등 11본이 있는 것으로 기록되었다.
온씨는 고구려 평원왕 때 평강공주와 혼인하여 평원왕의 부마가 된 온달로부터 혈통이 시작된다. 고구려 보장왕 때 온사문(溫沙門) 장군은 당나라 설인귀가 이끄는 침공군을 횡산에서 물리쳤다. 이후 신라 진덕왕 때 온군해(溫君解), 고려 충목왕 때 회양부사(淮陽府使)를 지낸 온수(溫粹), 고려 공민왕 때에 예조판서를 지낸 온선과 우부시랑을 지낸 온신 형제가 있었다. 시조 온수의 둘째 아들 온신이 우부시랑(右部侍廊)으로서 고려 공민왕 15년에 신돈의 전횡(專橫)을 탄핵하다 거야에 유배되었다. 그리하여 후손들이 온신을 1세조로 삼고, 유배지인 봉성을 본관으로 하였다. 
온신의 7세손 온효진이 함경도 북청군에 살면서 호적의 오기로 청주(북청의 잘못된 표기)로 분관이 되었으며, 온선과 온신의 14세손 온희영이 경주에 살면서 경주로 분관이 되었다. 
전라북도 김제시 금구면을 본관으로 하는 금구 온씨는 조선시대에 온몽상(溫夢祥)·온이목(溫以牧)이 무과에 급제하였고, 온필진(溫必晉)·온대일(溫大一)이 생원시에 합격하였으며, 온표(溫彪)·온정길(溫珽吉)이 진사시에 합격하였다.
함경남도 북청군을 본관으로 하는 청주 온씨(淸州溫氏)는 온의득(溫儀得)·온창봉(溫昌奉)이 1784년(정조(正祖) 8년) 무과에 급제하였는데 거주지는 함경도 홍원(洪原)과 북청(北靑)이었다.
이 밖에 통정대부(通政大夫) 온의립(溫儀立)의 아들 온제업(溫悌業)이 1726년(영조 2년) 무과에 급제하였는데 본관은 금기(金器)이며, 거주지는 평안도 안주로 되어 있다.
그 외에 단양 온씨, 온양 온씨 등이 있으나 모두 같은 혈손이라며 온달을 도시조로 하여 온씨 중앙종친회를 구성하였다.